# 오카방고 삼각주

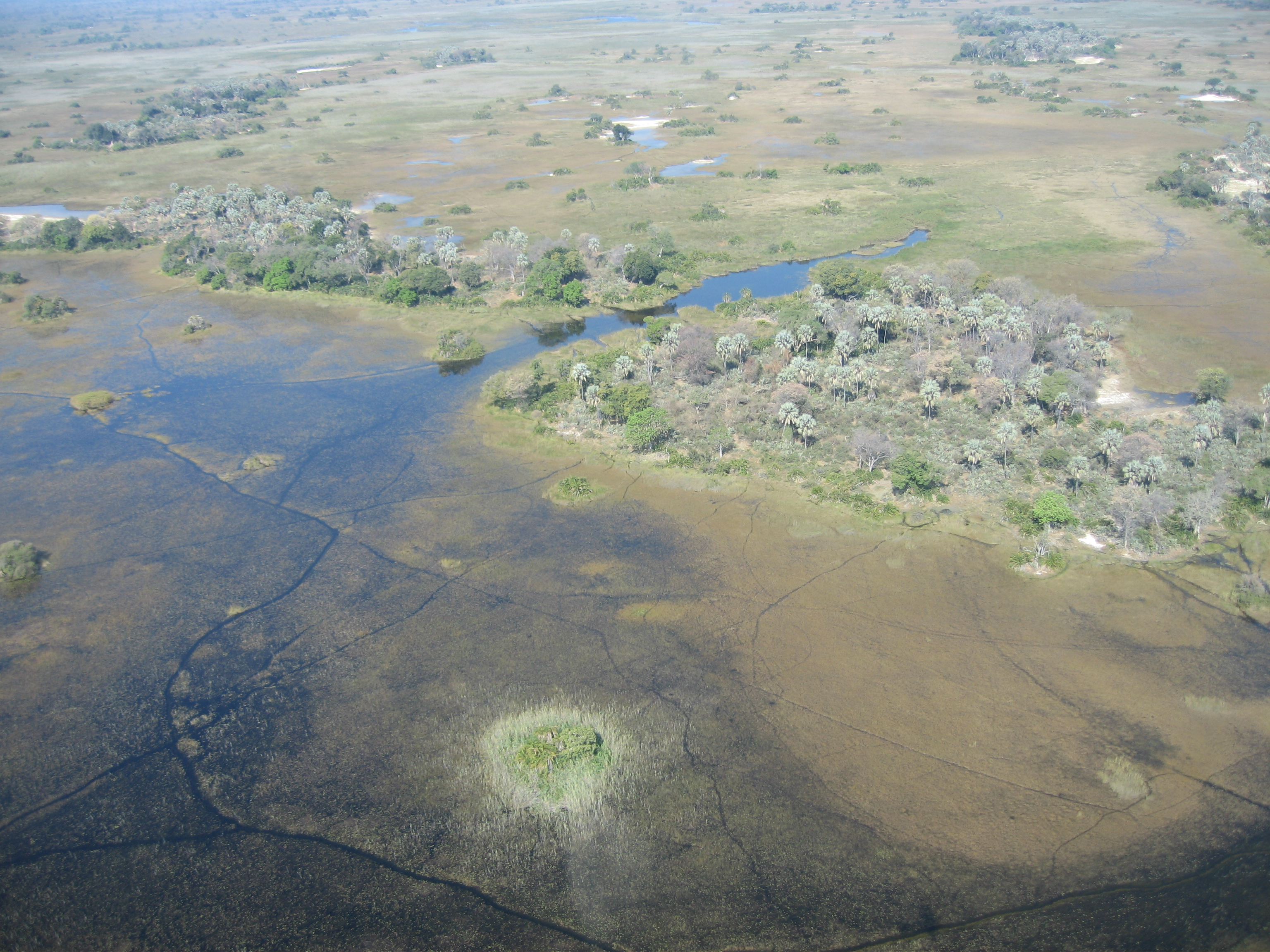
오카방고 삼각주

오카방고 삼각주(영어: Okavango Delta) 또는 오카방고 초원(영어: Okavango Grassland)은 보츠와나 북부, 칼라하리 사막에 있는 세계 최대의 내륙 삼각주이다. 면적은 25,000km2이며 하구에는 여러개의 작은 호수들이 분포해 있다.

## 자연 환경

### 물고기
오카방고 삼각주에는 메기나 틸라피아를 비롯한 71개의 어종이 서식하고 있다. 또한 일부 어종들은 잠베지강에 서식하는 토착 어류와 겹쳐 과거 두 강이 하나로 연결되어 있었다는 증거가 되기도 한다.

## 세계유산
2014년 제38회 세계유산 위원회에서 세계 유산 목록에 추가되었다. 보츠와나의 세계유산은 초딜로에 이어 2번째이며, 최초의 세계 자연유산에 등록되었다.

## 미디어
- KBS 1TV : 《특선 다큐멘터리 - 위기의 오카방고》

1. ↑  Centre, UNESCO World Heritage. “Twenty six new properties added to World Heritage List at Doha meeting”. 《whc.unesco.org》. 2018년 4월 4일에 확인함.
2. ↑  “Archived copy” (PDF).  6 July 2011에 원본 문서 (PDF)에서 보존된 문서.  2 February 2011에 확인함.